# Петро Томіцький
Петро Томіцький (пол. Piotr Tomicki; *1464 р., Томиці — 29 жовтня 1535 р., Краків) — польський церковний і державний діяч, перемишльський єпископ (1514—1520), познанський єпископ (1520—1525) і краківський єпископ (1524—1535), підканцлер коронний (1515—1535), секретар королівський, гуманіст-адвокат, оратор і дипломат.

## Життєпис
Представник польського шляхетського роду Томіцьких гербу «Лодзя». Син хорунжого познанського Миколи з Томиці і Ганни Шамотульської. Після смерті свого батька в 1478 році, Петро Томіцький потрапив до двору свого дядька, воєводи познанського Анджея Шамотульського. Відомо, що він навчався в кафедральній школі в Гнєзно, а в 1486 р. — Лейпцигу, потім — у Краківській Академії, де отримав ступінь бакалавра. З 1493 р. — став магістром філософії. У тому ж році вступив на юридичний факультет в Болоньї, який закінчив в 1500 р. Ймовірно, також навчався у Відні.
Відразу ж після закінчення навчання він почав свою кар'єру в Римської курії, ставши канцлером кардинала Фредеріка Ягелона, який дарував йому, незважаючи на те, що він ще не був священиком, ряд церковних посад, в тому числі сан архідиякона краківського. Після смерті кардинала Фредеріка Ягелона він потрапив до двору єпископа познанського Яна Любранського, де знаходився в період від 1503 р. до 1506 р. Потім вступив на службу в коронну канцелярію короля Сигізмунда I Старого. На королівській службі він неодноразово їздив в якості королівського секретаря в Угорщину, Волощину і Померанію. Під час своєї служби отримав від короля численні почесні дарунки.
Брав участь в переговорах про мир Королівства Польського з Молдавським князівством в Кам'янці-Подільському в 1510 році після поразки молдавських військ на р. Дністер у 1509 р.. Був у складі дипломатичної делегації з Єжи Крупським, Яном Лаським, Станіславом Ходецьким 23 січня 1510 р. при укладанні Мирної угоди між польським королем Сигізмундом І та молдавським господарем Богданом III через заступництво угорського короля Владислава II.
У 1511 р. Петро Томіцький був висвячений на священика, в 1514 р. отримав сан єпископа перемишльського, а через рік став підканцлером коронним (цю посаду він займав до самої своєї смерті). У 1515 р. разом з канцлером коронним Кшиштофом Шидловецьким, став основним розробником договору з Габсбургами. Після смерті Яна Любранського в 1520 р. отримав сан єпископа познанського, відмовившись від посади єпископа перемишльського. У Великій Польщі він перебував зрідка, присвячуючи себе політиці та роботі при королівському дворі. У 1524 р. Петро Томіцький отримав сан єпископа краківського, а також папського нунція і колектора папської данини. У 1525 р. він відрікся від сану єпископа познанського, а також сприяв угоді між польським королем Сигізмундом I Старим і пруським герцогом Альбрехтом Гогенцолерном. З 1524 р. П. Томіцький одночасно виконував функції єпископа краківського і підканцлера коронного, що було несумісне з тодішнім польським законодавством.
Петро Томіцький був одним з найважливіших представників польського ренесансу. Його навчання в Італії і перебування при дворі Яна Любранського, а також контакти зі світськими умами Європи, в тому числі з Еразмом Роттердамським, сформулювали в ньому гуманістичні інтереси. Головною заслугою П. Томіцького було його заступництво над акторами. Під його керівництвом Станіслав Гурський написав «Acta Tomiciana» — збірник документів часів підканцлерства Петра Томіцького, в Краківській Академії заснував кафедру римського права, а також ввів викладання грецької мови та івриту.
Петро Томіцький помер у м. Кракові 29 жовтня 1535 р. й був похований у створеній за його участі каплиці Вавельського собору.